# Tango (tanec)

Miguel Ángel Zotto s partnerkou

Tango je tanec pocházející z Uruguaye a Argentiny. Poté se rozšířil do ostatních částí světa, kde vznikly jeho další styly, včetně toho, který vznikl v Severní Americe a Evropě a který se tančí ve sportovním tanci, kde se řadí mezi soutěžní standardní tance. Díky svému původu a povaze tance bylo tango dříve řazeno mezi latinskoamerické tance.
Když se tango rozšířilo do Severní Ameriky a Evropy, bylo zjednodušeno a přizpůsobeno potřebám tradičního společenského tance a začleněno do repertoáru mezinárodních soutěží ve společenském tanci – tanečním sportu. Soutěžní tango se vyvinulo konkrétně z evropského stylu – anglického tanga.

## Styly tanga a tangové písně

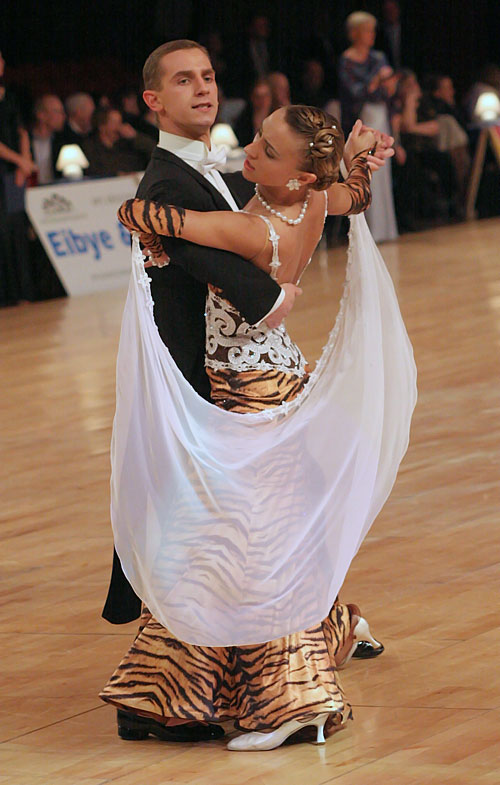
Tango na taneční soutěži

### Styly tanga
- Tango Argentino
  - Tango Oriental (uruguayo)
  - Tango Canyengue (v Čechách by se dal jako příměr dosti dobře použít tanec Pražské podskalí)
  - Tango Liso
  - Tango Salon (poměrně elegantní taneční styl, při kterém partneři nesdílejí společné centrum rovnováhy)
  - Tango Orillero (označení stylu pocházejících z okrajových čtvrtí Capital Federal)
  - Tango Milonguero (Tango Apilado; silueta tanečníků v páru vytváří písmeno „A“)
  - Tango Nuevo (pod tento pojem spadá většina stylů, které se objevily od počátku 90. let)
  - Neotango (moderní styl, tančený většinou na elektronickou hudbu, při kterém se používají všechny druhy – nejen frontální – tanečního držení a taneční figury, kdy se jeden z dvojice tanečníků nachází v pozici s těžištěm mimo stabilní polohu)
  - Show Tango (známé také jako Fantasia)
- Ballroom Tango (tango jako společenský tanec)
- Finské Tango
- Filipino Tango

### Styly tangové hudby
- Tango
- Vals / Vals criollo (valčíková forma tanga)
- Milonga (příbuzný tanec s většinou rychlejším tempem)
- Canyengue (starší styl, vyznačující se výraznou rytmikou)
- Candombe (původně uruguayský styl používaný při karnevalech a přehlídkách, ovlivněný africkými kořeny, který někdy pro tanec slouží jako alternativa k milongové hudbě)
- Electrotango – např. Bajofondo, Gotan Project
- Alternative Tango (tj. hudba, která původně nebyla tangová, ale je přizpůsobená pro tango)

## Figury
Figury podle ČSTS:
1. Chůze (Walks)
2. Postupový krok (Progresive Side Step)
3. Postupová spojka (Progressive Link)
4. Zavřená promenáda (Closed Promenade)
5. Kolébková otáčka (Rock Turn)
6. Otevřená otáčka vlevo, partnerka mimo, zavřené zakončení (Open Reverse Turn, Partner Outside, Closed Finish)
7. Otevřená otáčka vlevo, partnerka vyrovnaně, zavřené zakončení (Open Reverse Turn, Partner in Line, Closed Finish)
8. Korta vzad (Back Corté)
9. Otevřená otáčka vlevo, partnerka mimo, otevřené zakončení (Open Reverse Turn, Partner Outside, Open Finish)
10. Otevřená otáčka vlevo, partnerka vyrovnaně, otevřené zakončení (Open Reverse Turn, Partner in Line, Open Finish)
11. Otáčka vlevo postupovým úkrokem (Progressive Side Step Reverse Turn)
12. Otevřená promenáda (Open Promenade)
13. Kolébky na pravou a levou nohu (Left Feet and Right Feet Rocks)
14. Twistová otáčka vpravo (Natural Twist Turn)
15. Promenádní otáčka vpravo (Natural Promenade Turn)
16. Promenádní otáčkou vpravo do kolébkové otáčky (Natural Promenade Turn to Rock Turn)
17. Promenádní spojka (Promenade Link)
18. Čtyřkrok (Four Step)
19. Čtyřkrok se slow navíc (Four Step with Extra Slow)
20. Promenáda otevřená vzad (Back Open Promenade)
21. Výkruty mimo (Outside Swiwels)
22. Spádná promenáda (Fallaway Promenade)
23. Změna čtyřkrokem (Four Step Change)
24. Přítahový příklep (Brush Tap)
25. Spádný čtyřkrok (Fallaway Four Step)
26. Základní otáčka vlevo (Basic Reverse Turn)
27. Vídeňská otáčka vlevo (Winnese Waltz Reverse Turn)
28. Obchvat (The Chase)
29. Spádná otáčka vlevo a vkluzná pivota (Fallaway Reverse and Slip Pivot)

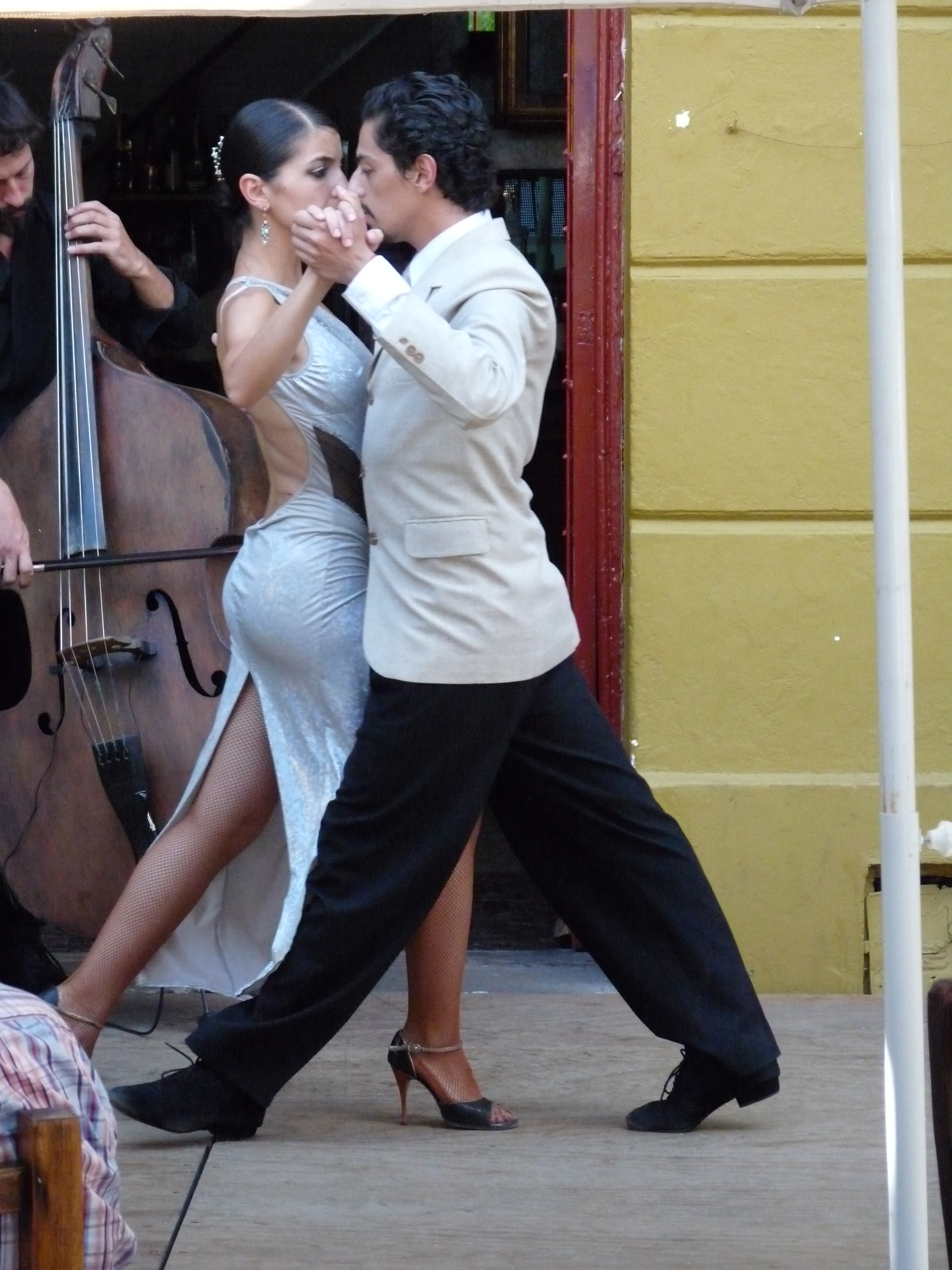
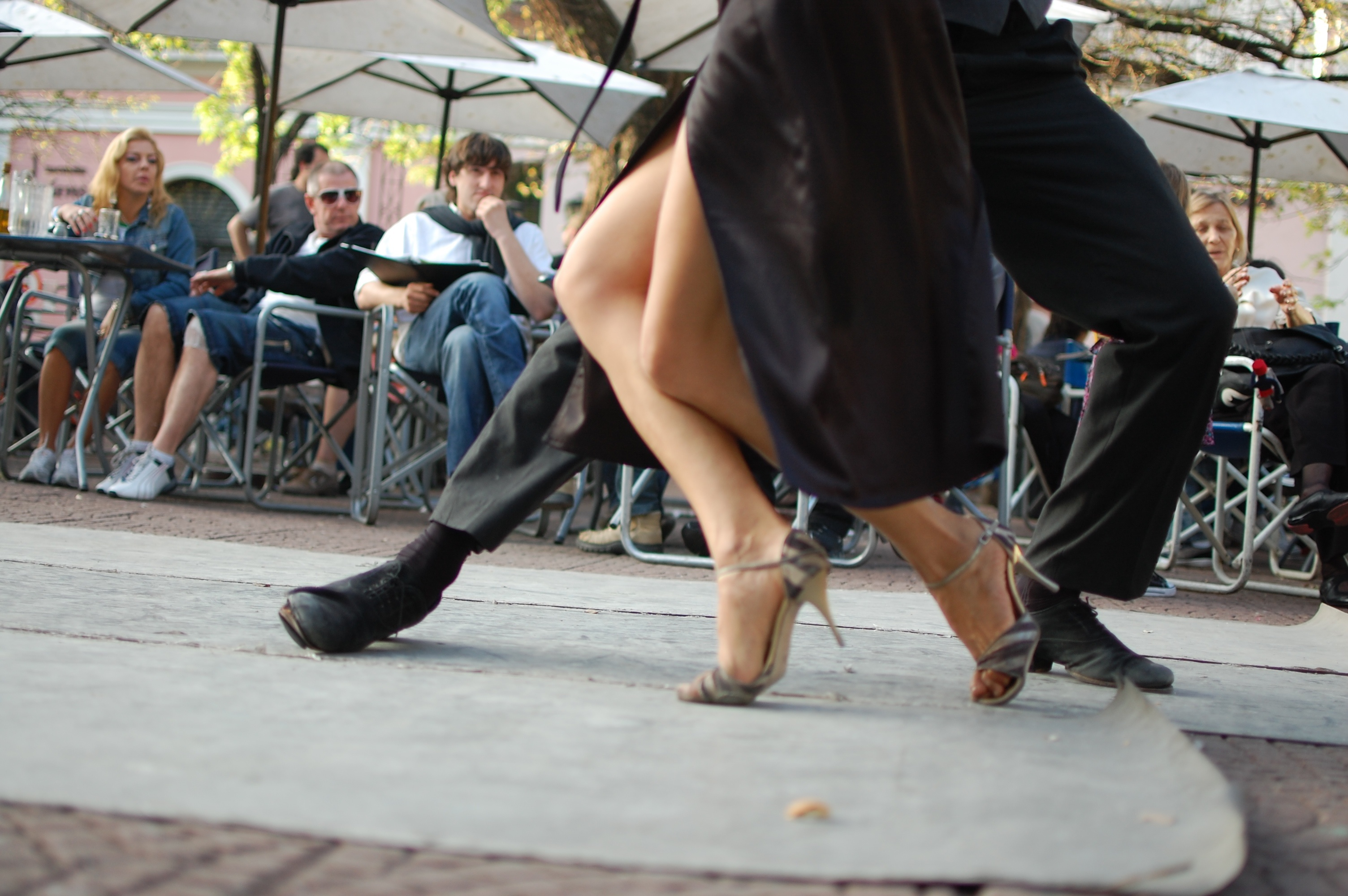
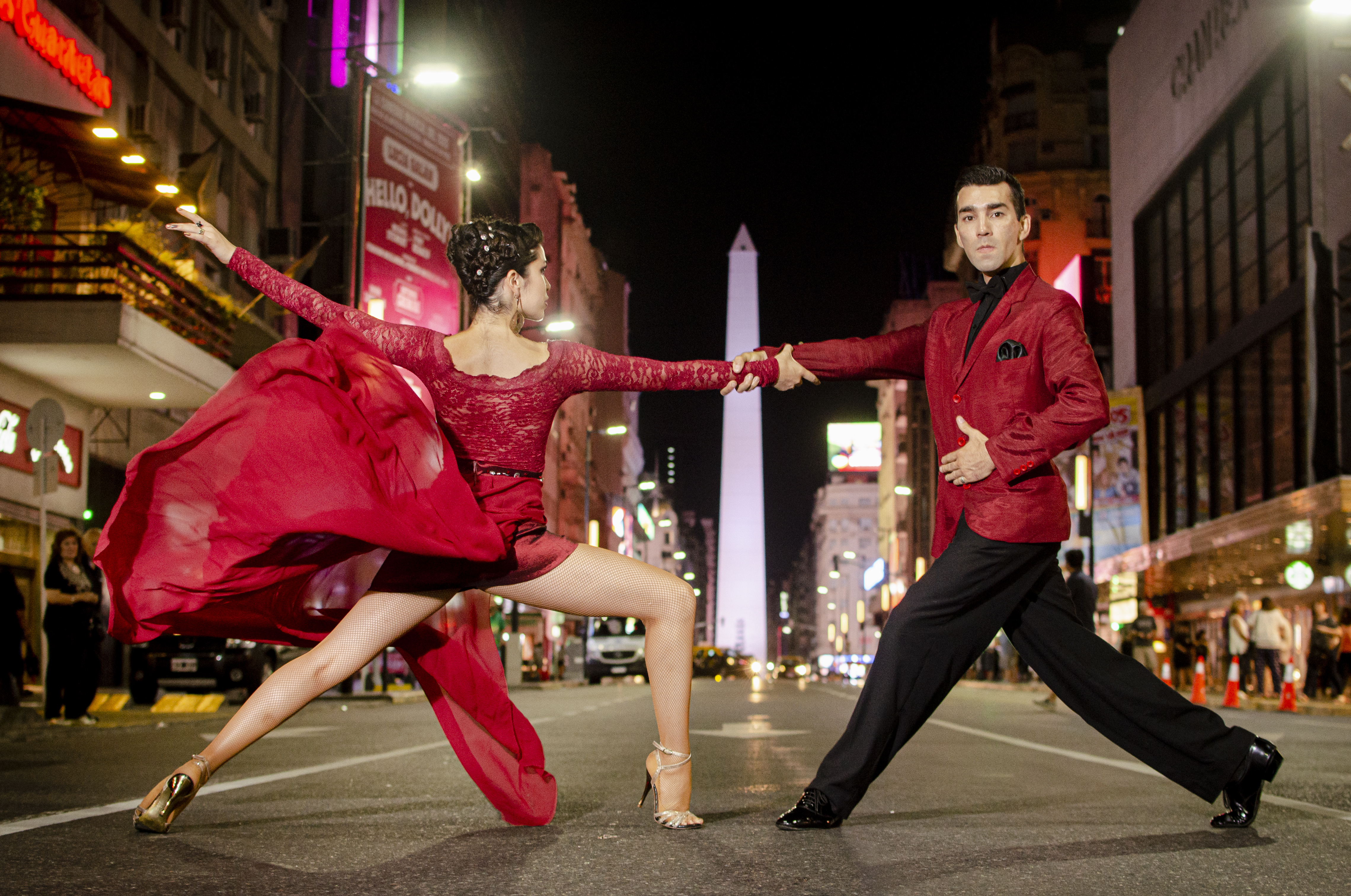

30. Pětikrok (Five Step)
31. Minipětikrok (Mini Five Step)